# Lamprophis guttatus
Lamprophis guttatus är en ormart som beskrevs av Smith 1843. Lamprophis guttatus ingår i släktet Lamprophis och familjen snokar. Inga underarter finns listade i Catalogue of Life.

## Utseende
På grund av förekomsten i olika klippiga regioner är kroppsfärgen varierande. Denna långsmala orm har vanligen en längd av 400 till 600 mm och ibland 650 mm. Typiskt är ett brett och avplattat huvud. Artens ögon har en kopparbrun färg och lodrätta pupiller. Individerna har endast små hörntänder och de är ogiftiga. Grundfärgen är ofta gulbrun eller grå med rosa nyanser och sedan finns mörkbruna punkter, fläckar eller zikzak-mönster. Lamprophis guttatus har en ljusgul till vit undersida.

## Utbredning
Arten förekommer i södra Namibia och Sydafrika samt Eswatini och Lesotho. Honor lägger ägg. Ormen saknas i nordcentrala Sydafrika. Den hittas i låglandet och i bergstrakter upp till 2300 meter över havet. Ormen vistas i klippiga landskap som är täckta av savanner, buskskogar och gräsmarker.

## Ekologi
De nattaktiva exemplaren jagar ödlor som gömmer sig i bergssprickor. Individer i fångenskap åt även små gnagare. Per tillfälle läggs 3 till 6 ägg som är ungefär 38 mm långa och 20 mm breda.

## Hot
Några individer fångas och säljs som terrariedjur. Samtidig skadas klippformationer. Populationen är ganska glest fördelad men den bedöms som stabil. IUCN listar arten som livskraftig (LC).